# Flaga Kuwejtu
Poszczególne barwy symbolizują:
- Czerń – w kulturze arabskiej jest symbolem zemsty. W tym wypadku, oznacza klęskę wrogów.
- Zieleń – jest barwą Islamu. Może też oznaczać żyzne pola.
- Biel – moralna czystość i dobre intencje.
- Czerwień – krew wrogów.

Uchwalona 7 września 1961 roku. Proporcje 1:2.

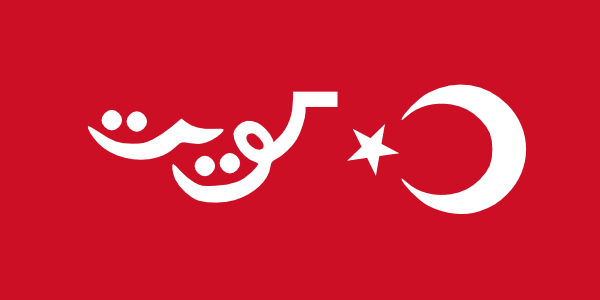
Flaga Kuwejtu w latach 1899–1909
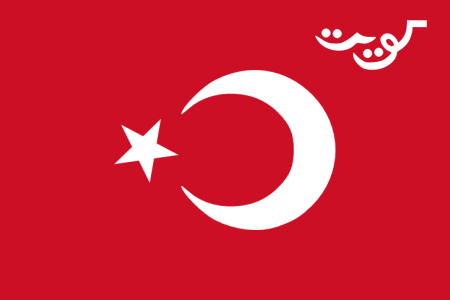
Flaga Kuwejtu w latach 1909–1915
Flaga Kuwejtu w latach 1915–1961